# Flauto a camino
Il flauto a camino (a volte detto erroneamente flauto camino) è un particolare registro dell'organo.

## Struttura
Il flauto a camino è un registro ad anima molto antico, esistente già nel medioevo, le cui canne possono essere sia di legno che di metallo. Il registro presenta la copertura tipica dei registri tappati. Sopra questa copertura, tuttavia, viene praticato un foro, dentro al quale viene inserito e saldato un tubo, simile a una piccola ciminiera. Si tratta dunque di un registro semi-tappato: la copertura delle sue canne è infatti solamente parziale.
Generalmente si trova presente con le misure 8' e 4' e viene utilizzato principalmente nelle tessiture alte. Esistono anche flauti a camino da 5' 1/3, 2' 2/3 e 10' 2/3, che suonano in quinta e prendono il nome di Rohrquinte. Il flauto a camino è anche conosciuto come Flûte à Cheminée in Francia e Rohrflöte in Germania.